# David Bustos González
David Bustos González (Palma, 25 d'agost de 1990) és un atleta mallorquí especialitzat en els 800 metres i els 1500 metres. És considerat un corredor de 1500 amb molt de futur.
Als 1500 metres, va acabar quart als Campionats Mundials Juvenils d'Atletisme de 2007 i va competir als Campionats Mundials Júnior d'Atletisme de 2008 sense arribar a la final. Als 800 metres, va guanyar la medalla d'or als Campionats d'Europa Júnior d'Atletisme de 2009 i competí als Campionats Mundials Indoor d'Atletisme 2010 sense arribar a la final.
La seva millor marca als 800 metres és 1:47.05 minuts (indoor), aconseguida als Campionats del Món Indoor 2010 a Doha. Als 1500 metres, la seva marca és de 3:39.84 minuts, aconseguida el juny del 2009 a Màlaga.
Als 800 m, participà en els Campionats d'Europa d'Atletisme de 2010 celebrats a Barcelona, però no aconseguí arribar a la final.